# Аедоницкий, Павел Кузьмич
Па́вел Кузьми́ч Аедони́цкий (19 августа 1922, село Троицкое (по другим данным, посёлок Кадиевка), Луганская область — 16 марта 2003, Москва) — советский и российский композитор, Народный артист РСФСР (1984).

## Биография
Фамилией Аедоницкий Павел Кузьмич обязан своему прадеду, Фёдору Андрееву, который был певчим в духовной семинарии и обладал прекрасными вокальными данными, за что по благословению архиепископа Владимирского и Суздальского Парфения (Черткова), в соответствии с обычаями того времени, получил новую «благозвучную» фамилию Аедоницкий, фактически являвшуюся греческой копией русской фамилии Соловьёв (от др.-греч. «аэдонис» — «соловей»).
Детство и юность будущего композитора прошли в Горьком, где он окончил историко-теоретическое отделение музыкального училища. Затем, в 1941 году он поступил в медицинский институт. В связи с началом войны потребность в медицинских работниках сильно возросла, поэтому курс института был сокращён до трёх лет.
Уже в 1943 году Павел Аедоницкий начал военно-медицинскую службу на курсировавшем по Волге теплоходе «Карл Либкнехт», где был размещён эвакуационный госпиталь. В тот же период появились первые сочинения композитора.
По окончании войны Аедоницкий с благословения Арама Хачатуряна поехал учиться в Москву, где окончил Музыкальное училище при консерватории, а затем и Институт имени Гнесиных. Одновременно с учёбой Аедоницкий заведовал музыкальной частью Горьковского драматического театра и писал песни.
В начале 1970-х годов участвовал в составе жюри популярного телевизионного конкурса «Алло, мы ищем таланты!».
Последние годы жизни провёл в деревне Ковригино Павлово-Посадского района Московской области.
Павел Аедоницкий умер в Москве на 81-м году жизни. Похоронен композитор на Новодевичьем кладбище Москвы (участок № 2).

## Творчество
Всего Аедоницкий создал более двухсот песен, среди которых:
- «Близка Москва моя»
- «Васильки»
- «Ветераны мира»
- «Добрая столица»
- «Для тех, кто ждёт»
- «Довоенный вальс»
- «Есть город на Волге»
- «Моя счастливая пора»
- «На седьмом этаже»
- «Не заходит солнце над Россией»
- «Радоваться жизни»
- «Серебряные свадьбы»

Также он стал автором музыки к 60 спектаклям и кинофильмам, детской оперетте «Репка», вокально-симфонической сюите «Юные целинники», оркестровым и хоровым произведениям.

### Семья
- Прадед — Фёдор Андреев, выпускник Владимирской духовной семинарии (1840), во время учёбы пел в архиерейском хоре. После выпуска из семинарии был рукоположён в сан священника и направлен в село Сергиевы Горки Гороховецкого уезда (ныне находится в Вязниковском районе). Там в качестве настоятеля храма в честь Преподобного Сергия Радонежского прослужил 31 год до своей кончины 12 ноября 1871 года[3].
- Дед — Павел Фёдорович Аедоницкий (род. ок. 1853/1854)[6], выпускник Владимирского духовного училища, певчий в архиерейском хоре архиепископа Владимирского и Суздальского Антония (Павлинского), затем псаломщик Московского придворного Верхоспасского собора. За уникальный бас был возведён в сан протодиакона и приглашён в Московский Синодальный хор. Затем стал протодиаконом кафедрального Спасо-Преображенского собора Нижегородского кремля[3][7].
- Отец — Кузьма Павлович Аедоницкий, работал ветеринарным врачом в Горьковской области, в молодости пел в хоре Мариинского театра в Петербурге. В 1937 году был арестован и затем расстрелян, как «враг народа»[2][3].
- Мать — умерла, когда Павлу было всего три года[2].
- Дядя — пианист, репрессирован во время войны[2].
- Тётя — воспитывала Павла вместо матери[2].
- Брат — Всеволод Кузьмич Аедоницкий  (1913-1965), родился в Нижнем Новгороде 18.03.1913, участник ВОВ[8]. Умер в 1965 году. 
  - Сын - Валентин Всеволодович Аедоницкий (1954 - 2016).
- Первая супруга — Валентина Исааковна Ядрова (1926—1985)[9], редактор в отделе науки и фантастики детской редакции Всесоюзного радио[10]. Ушла из жизни после тяжёлой болезни, прожив в браке с мужем 30 лет[11].
  - Сын — Алексей Павлович Аедоницкий (род. 1957), музыкант-клавишник, композитор, член Союза композиторов России, участник и сооснователь рок-групп «Редкая Птица» и «Гулливер»[3].
    - Внук — Валентин Алексеевич Аедоницкий (род. 1986), музыкант-клавишник, участник группы «Another Mask»[12].
- Вторая супруга — Эмма Валериановна Абайдуллина (1941—2024[13]), киноредактор. Прожили вместе меньше года[11]. Впоследствии стала женой режиссёра Эльдара Рязанова.
- Третья супруга — Татьяна Фёдоровна Генова[14] (род. 1945), преподаватель в музыкальном училище[11].
  - Падчерица — Анна Владимировна Генова (род. 1974), от прежнего брака Татьяны Геновой с композитором и пианистом Владимиром Мильманом (род. 1945). По профессии журналист, музыковед, репетитор[12][15].

## Фильмография
- 1968 — «Встречи на рассвете»
- 1969 — «Последние каникулы»
- 1970 — «Опекун»
- 1972 — «Масштабные ребята»
- 1975 — «Пузырьки»

## Награды и звания
- Заслуженный деятель искусств РСФСР (1973);
- Народный артист РСФСР (1984);
- Орден «За заслуги перед Отечеством» IV степени (25 августа 1997)[16];
- Орден Почёта (27 ноября 2002)[17];
- Премия мэрии Москвы (2001).